# Reddyanus deharvengi
Espèce
Synonymes
- Isometrus deharvengi Lourenço & Duhem, 2010

Statut de conservation UICN

 EN B1ab(i,ii,iii,iv,v)+2ab(i,ii,iii,iv,v) : En danger
Reddyanus deharvengi est une espèce de scorpions de la famille des Buthidae.

## Distribution
Cette espèce est endémique de la province de Kiên Giang au Viêt Nam. Elle se rencontre dans des grottes à Hòn Chông.

## Description
Le mâle holotype mesure 67,1 mm.

## Systématique et taxinomie
Cette espèce a été décrite sous le protonyme Isometrus deharvengi par Lourenço et Duhem en 2010. Elle est placée dans le genre Reddyanus par Kovařík, Lowe, Ranawana, Hoferek, Jayarathne, Plíšková et Šťáhlavský en 2016.

## Étymologie
Cette espèce est nommée en l'honneur de Louis Deharveng.

## Publication originale
- Lourenço & Duhem, 2010 : « Buthid scorpions found in caves; a new species of Isometrus Ehrenberg, 1828 (Scorpiones, Buthidae) from southern Vietnam. » Comptes Rendus Biologies, vol. 333, no 8, p. 631-636.